# 청자 상감어룡문 매병
청자 상감어룡문 매병(靑磁 象嵌魚龍文 梅甁)은 상감 기법으로 물고기와 용 무늬를 새겨 넣은, 조선 시대의 청자 매병이다. 서울특별시 삼성미술관 Leeum에 있으며, 2003년 12월 30일 대한민국의 보물 제1386호로 지정되었다.

## 개요
조선 초기의 전형적인 매병으로 구연이 그대로 외반되고 어깨가 원과 같이 둥글며 허리가 가늘고 아랫부분이 넓게 벌어진 형태를 하고 있다.
몸통전체를 상단ㆍ중단ㆍ하단으로 나누고, 어깨 부분인 상단에는 변형된 연판문과 그 밑에 넓게 펼쳐진 여의두문대를 둘렀다. 넓은 몸통의 중단에는 얼굴은 용의 모습이며 물고기의 몸통을 한 어룡을 2군데에 새기고, 그 사이에 연화절지문과 작은 물오리들을 새겨 넣었다. 어룡과 같은 신비로운 소재와 연꽃과 물오리와 같이 일상적이며 서정적인 소재를 함께 배치하여 독특한 분위기를 자아내고 있다.
유약은 맑고 투명한 엷은 담녹색을 띠고 있으며, 유층에는 균열이 없고 광택은 은은한 편이다. 굽은 평평하지만 전체적으로 중심부가 약간 오목하게 들어갔으며 희고 굵은 모래를 받쳤던 흔적이 남아 있다.
형태나 문양소재, 상감기법 등 고려청자의 전통을 그대로 계승하였지만 표현 방법에서 새로운 조선시대의 특징이 나타난 상감문양이 새겨져 있는 대표적인 작품이다. 

## 같이 보기
- 청자

## 참고 자료
- 청자 상감어룡문 매병 - 국가유산청 국가유산포털

## 주해
1. ↑  매병이란 병의 아가리가 좁고 몸의 어깨는 넓으며 아래로 갈수록 홀쭉해지는 병을 말한다.